# Équipe d'Irlande de rugby à XV au Tournoi des Cinq Nations 1983
L'équipe d'Irlande de rugby à XV au Tournoi des Cinq Nations 1983 termine première à égalité avec l'équipe de France, en remportant trois victoires et en perdant contre l'équipe du pays de Galles. L'Irlande a aussi remporté le Tournoi en 1982 et 1985.

## Effectif
Seize joueurs ont contribué à ce succès, sous la conduite de leur capitaine, Ciaran Fitzgerald. 
| Entraîneur |                        |                              |
| Avants     | Pilier                 | Phil Orr, Gerard McLoughlin  |
| Avants     | Talonneur              | Ciaran Fitzgerald            |
| Avants     | Deuxième ligne         | Donal Lenihan, Moss Keane    |
| Avants     | Troisième ligne aile   | Fergus Slattery              |
| Avants     | Troisième ligne centre | Willie Duggan                |
| Arrières   | Demi de mêlée          | Robbie McGrath               |
| Arrières   | Demi d'ouverture       | Ollie Campbell, Tony Ward    |
| Arrières   | Centre                 | Michael Kiernan, David Irwin |
| Arrières   | Ailier                 | Moss Finn, Trevor Ringland   |
| Arrières   | Arrière                | Hugo MacNeill                |

## Résultats des matches
- 15 janvier : victoire 15-13 contre l'équipe d'Écosse à Édimbourg
- 19 février : victoire 22-16 contre l'équipe de France à Dublin
- 5 mars : défaite 23-9 contre l'équipe du pays de Galles à Cardiff
- 19 mars : victoire 25-15 contre l'équipe d'Angleterre à Dublin.

## Statistiques

### Meilleur réalisateur
- Ollie Campbell : 52 points.

### Meilleur marqueur d'essais
- Moss Finn : 2 essais.